# Václav Bartovský
Václav Bartovský (22. srpna 1903, Vršovice (dnes Praha) – 8. srpna 1961, Vůsí, Milevsko) byl český malíř, teoretik umění, ilustrátor a typograf.

## Život

### Mládí
Václav Bartovský se narodil Marii Beránkové (1876–??), v té době hospodyně u jeho otce, Václava Bartovského staršího; se svolením úřadů užíval od roku 1912 příjmení Bartovský. Otec Václav Bartovský starší (1865–1924) byl v letech 1884 a 1897–1900 členem sboru Národního divadla; později byl uváděn jako kontrolor pojišťovny Praha, příležitostně vystupoval na venkovských zábavách. Se svou tehdejší manželkou Annou, herečkou divadla v Záhřebu, se kterou měl dceru, žil odloučeně; manželství bylo rozloučeno roku 1922. Václav Bartovský starší se s Marií Beránkovou oženil 25. března 1924 a krátce na to (5. dubna 1924) zemřel. Svého syna Václava adoptoval, adopce byla úředně potvrzena po smrti otce.
Pro svobodomyslné jednání a nekázeň byl Václav Bartovský vyloučen z měšťanské školy a zároveň všech dalších škol v Rakousko-uherské monarchii ještě před dokončením školní docházky. Byl nucen se podílet na shánění obživy nemajetné rodiny.

### Počátky malířské kariéry
Další vzdělání získal samostudiem umění z monografií Slavíčka, Trampoty a Pruchy a soukromými lekcemi u malířů Karla Raška, Rudolfa Vejrycha a Jaroslava Poše. Díky usilovné píli si osvojil techniku i lehkost malby, ale jeho vlastní styl ještě několik let procházel složitým vývojem.

### První republika a okupace
V zimě roku 1927 vystavil soubor krajinářských pláten na své první samostatné výstavě uspořádané v prostorách Domu umělců Krasoumné jednoty v Praze a zaznamenal zájem milovníků umění, který ho načas zabezpečil hmotně. Kritikou (František Xaver Harlas) byla výstava přijata velmi příznivě. Počátkem 30. let se stýkal s Jindřichem Chalupeckým a výtvarníky tehdy vznikající Skupiny 42 a blízce se spřátelil a malířsky sblížil se Zdenkem Rykrem. Rozhodující vliv měla jeho cesta do Paříže roku 1933, kterou podnikl s Jindřichem Chalupeckým. Setkání s obrazy Pierre Bonnarda a Henri Matisse mu pomohlo ujasnit vlastní malířské cítění.
Kolem roku 1935 se pohyboval také v okruhu mladých surrealistů. Jako malíř ale nechtěl být součástí žádné skupiny nebo směru a tvořil v dobrovolné izolaci. Koncem třicátých let vystavoval na Zlínských salonech (1936–1938) a s SVU Mánes (1939), od 40. let s Uměleckou besedou (1942, 1943, 1948).

### Po druhé světové válce
Druhou a zároveň poslední autorskou výstavu za svého života měl roku 1948 v Topičově salonu. Výstava byla úspěšná, ale Bartovský v té době prožíval složité osobní problémy. Zemřela jeho matka, u které bydlel a maloval a zároveň musel převzít péči o svého nemocného syna. Ztráta umělecké svobody po komunistickém převratu v únoru 1948, hledání nového ateliéru i rodinná situace přerušily na několik let jeho malířskou tvorbu a pozdější tragická smrt syna vystupňovala jeho vnitřní nevyrovnanost.
V 50. letech Bartovský publikoval články o význačných osobnostech světového i našeho umění a byl respektován pro svůj čistý a kultivovaný projev. V polovině 50. let vedl studijní kursy v Textilní tvorbě (později Ústavu bytové a oděvní kultury), kde byl vedoucím teoretického oddělení Jindřich Chalupecký. Od roku 1948 byl členem Umělecké besedy (v 50. letech II. středisko Svazu čs. výtvarných umělců) a stal se patronem mladých umělců, kteří za ním přicházeli. Ovlivnil celou generaci mladých výtvarníků (Adriena Šimotová, Jiří John, Vladimír a Věra Janouškovi, Daisy Mrázková, ad.) a také básníky Jiřího Koláře, Jana Hanče a Jana Vladislava, kteří mu vzdali hold ve svých básních a denících. Koncem 50. let začal opět malovat a stal se vůdčí osobností při vzniku skupiny UB 12, ale krátce před její první výstavou Bartovský roku 1961 zemřel.

## Dílo

### Charakteristika díla
Václav Bartovský byl malířský autodidakt, ale svým talentem, pílí a inteligencí si vydobyl místo mezi zakladateli moderního poválečného umění. Je ceněn zejména pro své vyzrálé dílo ze 40. let, které svým obsahovým i formálním zaměřením tvoří výrazný výtvarný celek. Nelze ho zařadit k některému konkrétnímu proudu tehdejšího umění, ale svým příklonem k civilizačním motivům a poetickým zpodobněním skutečnosti měl nejblíže ke Skupině 42.
Jeho rané dílo z 20. let se zabývá především městskými motivy a navazuje částečně na předválečnou avantgardu. Jsou v něm obsaženy rysy typické i pro jeho pozdější tvorbu, jako úspornost výrazu, zájem o prostorové vztahy a smysl pro působivé podání všední skutečnosti. Jeho výstava roku 1927 byla úspěšná mezi sběrateli, ale Bartovský stál především o uznání odborné kritiky a konec 20. let věnoval hledání vlastního osobitého stylu. V té době namaloval řadu kubistických pláten, která radikálně ruší tradičně pojímaný prostor a postupně došel k obrazům, v nichž se přiblížil tzv. imaginativnímu kubismu.
Výtvarnému cítění Bartovského bylo nejbližší budování prostorových relací prostřednictvím barvy; řešení svých malířských problémů nacházel především v díle Henri Matisse. Před polovinou 30. let se načas přiblížil imaginativnímu proudu malířství a v tvůrčím procesu dal volnost volným asociacím představ. Neusiloval přitom o přijetí výtvarných zásad surrealismu a jeho malba svědčí pouze o osvojení základních principů moderních výtvarných směrů a krystalizaci vlastního poetického vnímání každodenní skutečnosti. Některé obrazy z tohoto období lze považovat za první vážný přínos Bartovského tehdejšímu malířství (Modrý interiér s bílou židlí, Dívka v interiéru, Krajina s vlakem).
Bartovského obrazy z let 1940–1947 jsou pro dobovou aktuálnost i výrazovou působivost řazena k význačným dílům českého moderního malířství. Tematicky se soustředil na interiéry oživené přítomností osob, městské scenérie nebo výjevy z kaváren. Z kompozice přitom eliminuje vše nepodstatné, co by mohlo porušit výsledný dojem. Maximálně úsporná forma obrazů se vyznačuje kresbou redukovanou na několik podstatných linií, střídmou barevnou škálou a průzračnou vrstvou řídce nanášené barvy. Výrazným prvkem obrazů jsou prázdné plochy, které zaplňují velkou část plátna i světelné vibrace atmosféry, které narušují barevné skvrny a prostupují předměty.
Lehkost barevných tónů i jednoduchost forem jsou výsledkem dlouhého procesu, během něhož malíř často původní obraz smýval a seškrabával, než dospěl ke konečnému zachycení původního dojmu. Obrazy, do nichž se promítá malířova imprese i příznačný stín váhání a nejistoty, tak vypovídají o neustálém nalézání a současném ztrácení pocitu určité chvíle.
V posledním období 1950–1961 byl Bartovský zprvu zasažen osobní i tvůrčí krizí, která přerušila kontinuitu jeho tvorby. Jeho novým tématem se staly v první polovině 50. let téměř výlučně portréty. Vyznačují se civilním pojetím a zdánlivě nezaujatým výrazem, jednoduchým a sevřeným tvarovým členěním a jsou zbavené přebytečné popisnosti. Bartovský směřoval k vytvoření obecnějšího typu člověka své doby a podřizoval tomu kompozici i barevné uspořádání.
Ve druhé polovině 50. let se Bartovský vrátil k městským tématům, ale děj jeho obrazů má mnohem koncentrovanější podobu a čas plyne rychleji. Zemřel v době, kdy našel nové impulzy pro svou tvorbu a zároveň se spolu s Šímou a Kaplickým stal uměleckou i intelektuální autoritou pro mnohem mladší umělce, kteří vytvořili jádro nové tvůrčí skupiny UB 12. Byl zastoupen posmrtně na její první výstavě roku 1962 a pak až na retrospektivních výstavách v letech 1994–2019.

### Autor textů
- Bedřich Vaníček (Výstava malířského díla) 1956
- Václav Karel (Výstava ilustrací a náčrtů) 1957
- Vladimír Fuka: Imaginární portrét 1958
- Jiří Balcar: Obrazy, kresby, grafika, užité umění, ČFVU Praha 1959
- Jiří Mrázek: Textil obrazy 1959
- Jiří John 1960
- Bedřich Vaníček: Oleje – kvaše – kresby (Dar MUDr. Arnošta Vlašimského) 1965
- Bedřich Vaníček (7 úvah), Odeon, Praha 1967
- Jiří Mrázek: Práce 1940–1998, Gema Art Group, spol. s.r.o., Praha 1998

### Zastoupení ve sbírkách
- Národní galerie v Praze
- Alšova jihočeská galerie v Hluboké nad Vltavou
- Severočeská galerie výtvarného umění v Litoměřicích
- Galerie Benedikta Rejta, Louny
- Galerie hlavního města Prahy
- Galerie moderního umění, Roudnice nad Labem
- Galerie moderního umění, Hradec Králové
- Galerie Středočeského kraje (GASK), Kutná Hora
- Galerie umění Karlovy Vary
- Galerie výtvarného umění v Ostravě
- Krajská galerie výtvarného umění ve Zlíně
- Muzeum umění Olomouc
- Oblastní galerie Liberec

### Ilustrace
- Fanta Giro Krásná tvář (pohádka, autor Gherardo Nerucci; Praha, SNDK, 1959)

### Výstavy

#### Autorské
- 1927 Krasoumná jednota, Rudolfinum
- 1948 Topičův salon, Praha
- 1962 Dům umění města Brna
- 1963 Výbor z díla, Galerie Československý spisovatel, Praha
- 1964 Obrazy, Dům umění, Ostrava
- 1983 Výběr z díla, Galerie umění Karlovy Vary
- 1983 Malířská tvorba z let 1927–1960, Ústřední kulturní dům železničářů, Praha
- 1985 Výběr z díla, Severočeská galerie výtvarného umění v Litoměřicích
- 1985 Výběr z díla, Galerie Benedikta Rejta, Louny
- 1989 Obrazy a kresby, Dům umění, Zlín
- 1990 Obrazy a kresby, Oblastní galerie Vysočiny v Jihlavě, Východočeská galerie v Pardubicích
- 2012/2013 Obrazy světa a srdce, Galerie moderního umění, Hradec Králové

#### Společné (výběr)
- podrobně viz abART